# Падуб
Па́дуб (Ilex) — рід дерев та чагарників, єдиний у родині падубових (Aquifoliaceae). Ці рослини цінуються за свої блискучі шкірясті листки — темно-зелені або двоколірні — та яскраві ягоди, які можуть бути червоного, жовтого, білого, чорного та помаранчевого кольорів. Вони дозрівають восени і зберігаються на рослинах упродовж зими.

## Розповсюдження й екологія
У природі падуби мають майже космополітичне поширення, найбільше видове різноманіття припадає на Південну Америку й Південно-Східну Азію-Малезію. Однак є лише два види в Африці, три — в Європі, один — в Австралії та один — на Гаваях. Падуби ростуть у лісах і чагарниках, як тропічного, так і помірного клімату.

## Назва
Латинська назва роду походить від назви дуба кам'яного (Quercus ilex). Українська назва походить від дуб з префіксом па-, що вказує на неповний
ступінь вияву ознаки; назва зумовлена зовнішньою схожістю листя обох рослин.

## Опис
Це дерева (до 25 м заввишки) або кущі, вічнозелені або листопадні. Листки чергові, рідше супротивні, часто шкірясті, іноді пергаментні й до мембранних; ніжка листка присутня, рідко відсутня; листова пластинка проста, з цілим, пилкоподібним або шипастим краєм; прилистки порівняно невеликі. У деяких видів листки поліморфні. Це дводомні рослини. Квітки дрібні, радіально симетричні, зібрані в суцвіття. Чашолистки довговічні. Віночок часто білий або кремовий, рідше зелений, жовтий, рожевий або червоний; пелюстки перекриваються, здебільшого сполучені біля основи й до половини довжини. І чоловічі й жіночі квітки зазвичай мають від 4 до 8 (максимум 9) чашолистиків і пелюстків у кожній квітці. Тичинок стільки ж скільки й пелюсток. Плід — кістянка, червона, коричнева або чорна (або зелена у Ilex chapaensis), зазвичай куляста.

## Використання

### Декоративна рослина
Деякі види та сорти використовуються як декоративні рослини в парках і садах. Гілки з червоними плодами використовуються як різдвяні прикраси у Великій Британії, Франції й Північній Америці, а також стають все популярнішими в Центральній Європі.

### Деревина
Біла тверда еластична деревина використовується для виготовлення шаф, різних предметів, і в різьбярській справі.

### Корм для тварин
У період з 13 по 18 століття, падуби спеціально вирощували для зимового корму для великої рогатої худоби й овець. Кращі сорти були найменш колючими.

### Чай / кава
Чайний напій робиться з південноамериканського куща Ilex paraguariensis. Листя різних інших видів Ilex також використовуються як чай, включаючи Ilex guayusa, Ilex kaushue й Ilex vomitoria, а також гіркий і нудотний чай, виготовлений з Ilex glabra. Загалом мало відомо про різницю в токсичності між різними падубами й незрозуміло, які підходять для приготування чаю. Листя Ilex guayusa має найвищий вміст кофеїну. Смажене насіння може стати посередньою заміною кави.

### Медицина
Різні частини рослини мають традиційне медичне застосування, наприклад, відвар молодих коренів, зібраних восени, є сечогінним засобом; відвар кори має антипіретичні властивості, настій листя, зібраного до цвітіння має заспокійливі й антипіретичні властивості.

### Символіка
Європейський падуб (Ilex aquifolium) використовується в деяких гербах, наприклад на гербі муніципалітету План-д'Опс-Сент-Бом. На гобелені «Дама з єдинорогом» кінця XV століття, який експонується в Музеї Клюні є стилізовані зображення падуба, які тут вставлені як символ друїдів за хоробрість і як одні з чотирьох кардинальних чеснот за Платоном.

## Таксономія
До роду падуб належать приблизно 568 видів згідно з Plants of the World Online, серед них вічнозелені та листопадні дерева, кущі й ліани. Рід падуб поділений на три підроди: Byronia (Endl.) Loes., Prinos (L.) A.Gray, Ilex L.. Деякі види:
Ilex ambigua

Ilex amelanchier

Ilex aquifolium — падуб звичайний

Ilex bioritsensis

Ilex buergeri

Ilex canariensis

Ilex cassine

Ilex centrochinensis

Ilex ciliospinosa

Ilex colchica

Ilex collina

Ilex corallina

Ilex coriacea

Ilex cornuta

Ilex crenata

Ilex cyrtura

Ilex decidua

Ilex dehongensis

Ilex dimorphophylla

Ilex dipyrena

Ilex fargesii

Ilex geniculata

Ilex georgei

Ilex glabra

Ilex goshiensis

Ilex guayusa

Ilex integra

Ilex intricata

Ilex kingiana

Ilex kudingcha

Ilex kusanoi

Ilex laevigata

Ilex latifolia

Ilex leucoclada

Ilex longipes

Ilex macrocarpa

Ilex macropoda

Ilex mitis

Ilex montana

Ilex mucronata

Ilex myrtifolia

Ilex nothofagifolia

Ilex opaca

Ilex paraguariensis — падуб парагвайський

Ilex pedunculosa

Ilex perado

Ilex pernyi

Ilex pringlei

Ilex pubescens

Ilex purpurea

Ilex rotunda

Ilex rugosa

Ilex sapiiformis

Ilex serrata

Ilex sikkimensis

Ilex spinigera

Ilex stenocarpa

Ilex sugerokii

Ilex ternatiflora

Ilex tolucana

Ilex verticillata

Ilex vomitoria

Ilex wilsonii

Ilex yunnanensis

## Галерея

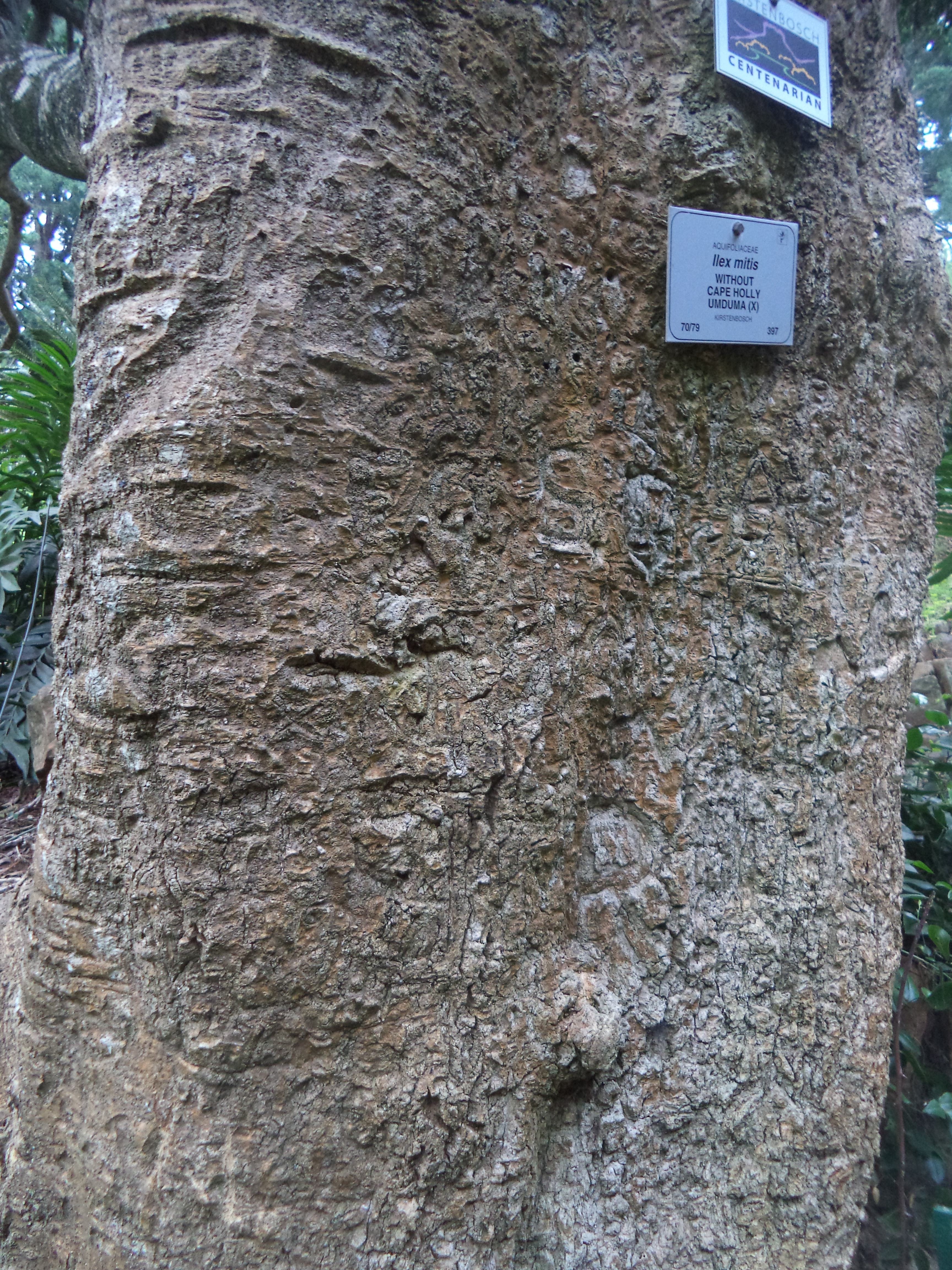
Стовбур та кора Ilex mitis
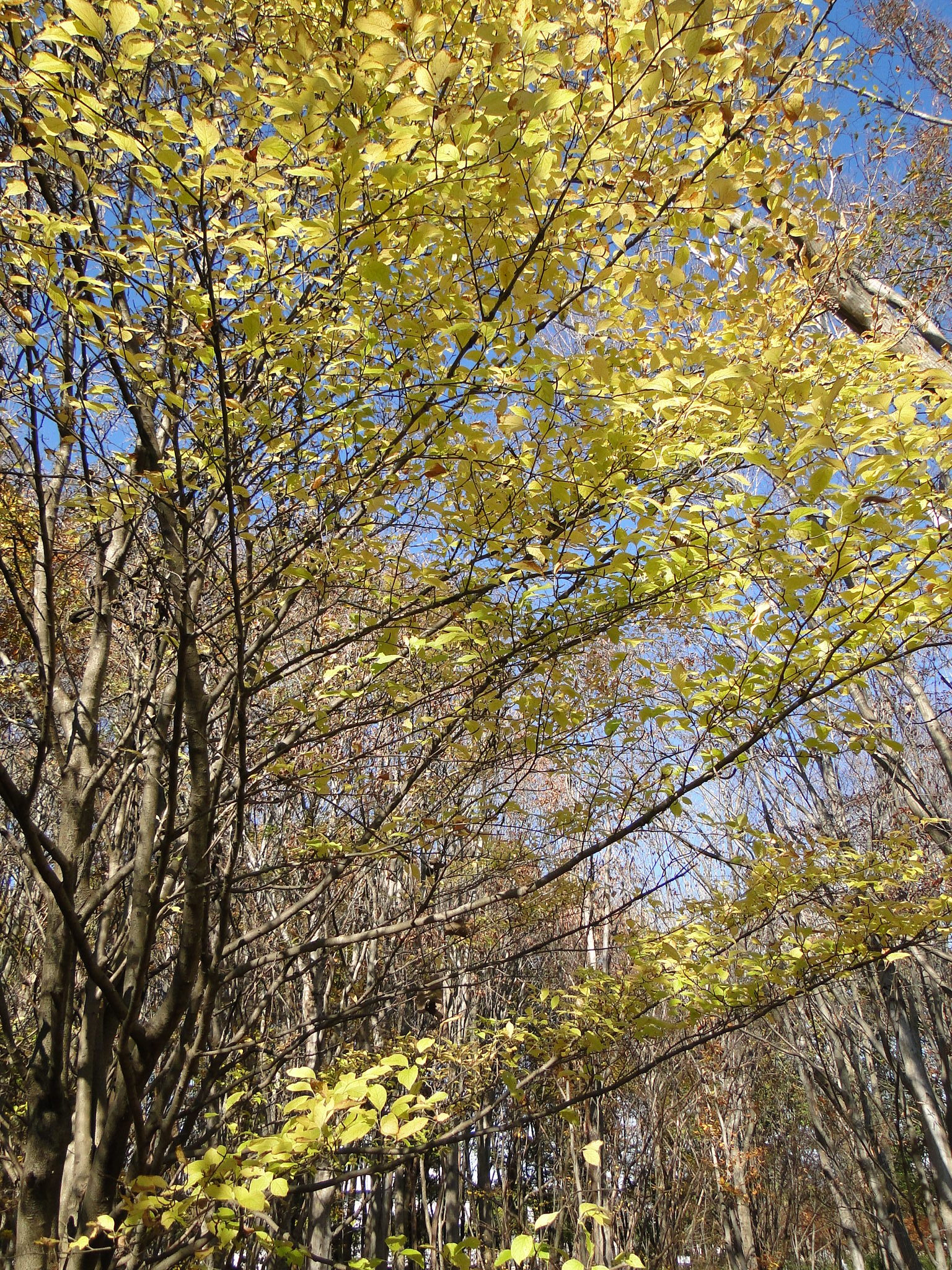
Деревце Ilex macropoda восени
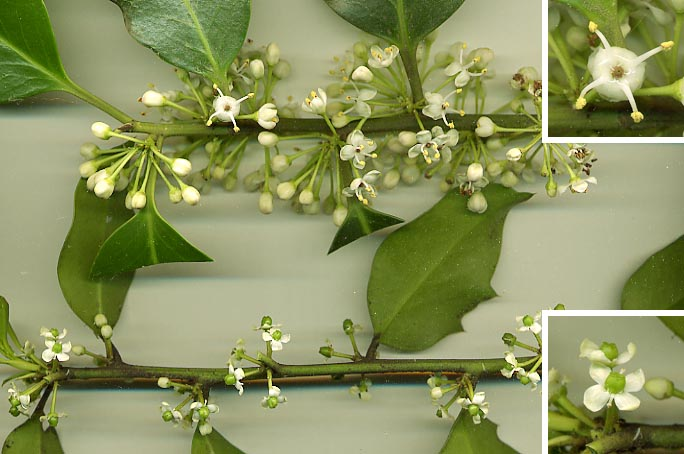
Ilex aquifolium. Вгорі — пагін з квітами з чоловічої рослини; внизу — пагін з квітами з жіночої рослини
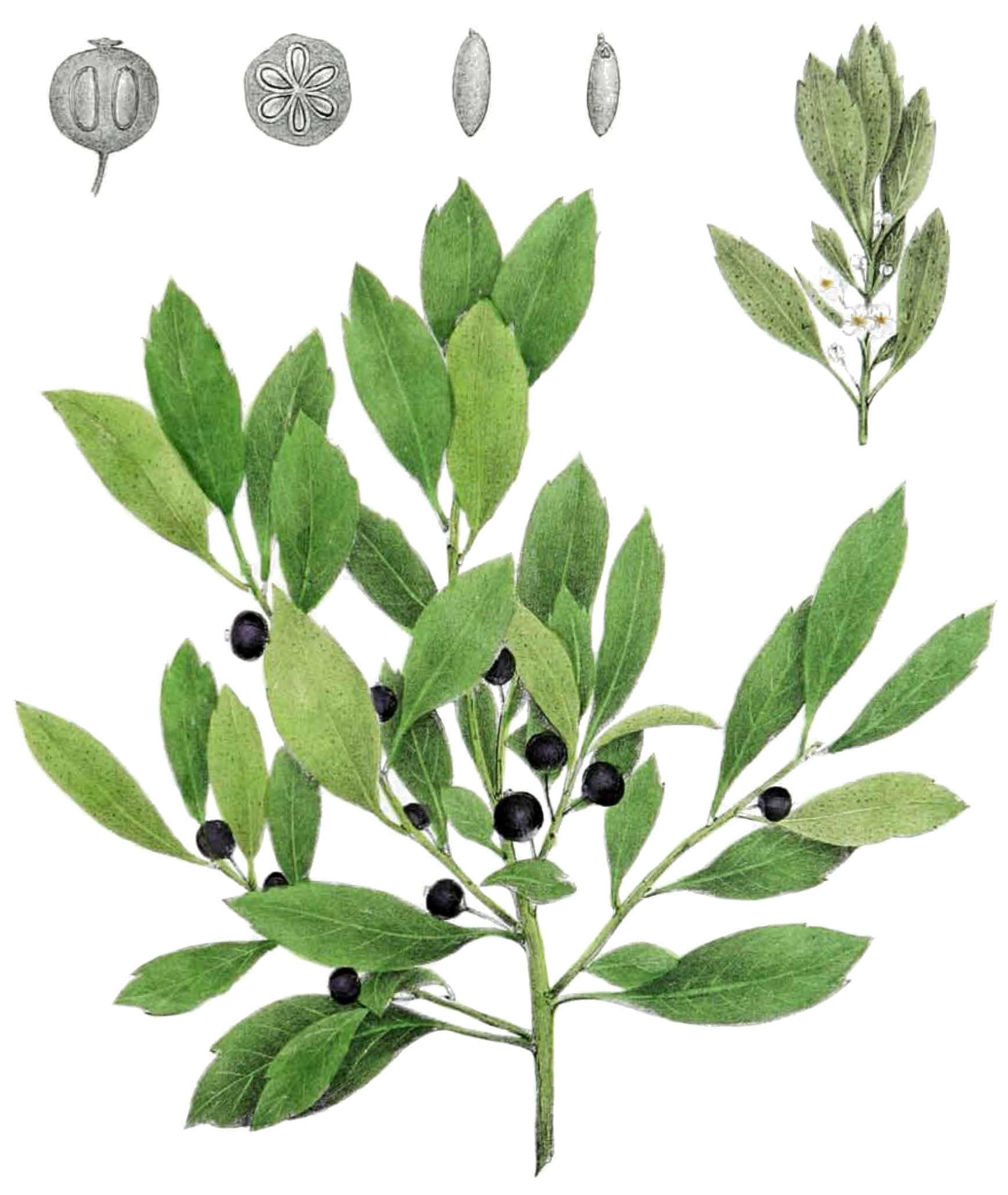
Ilex glabra з чорними плодами
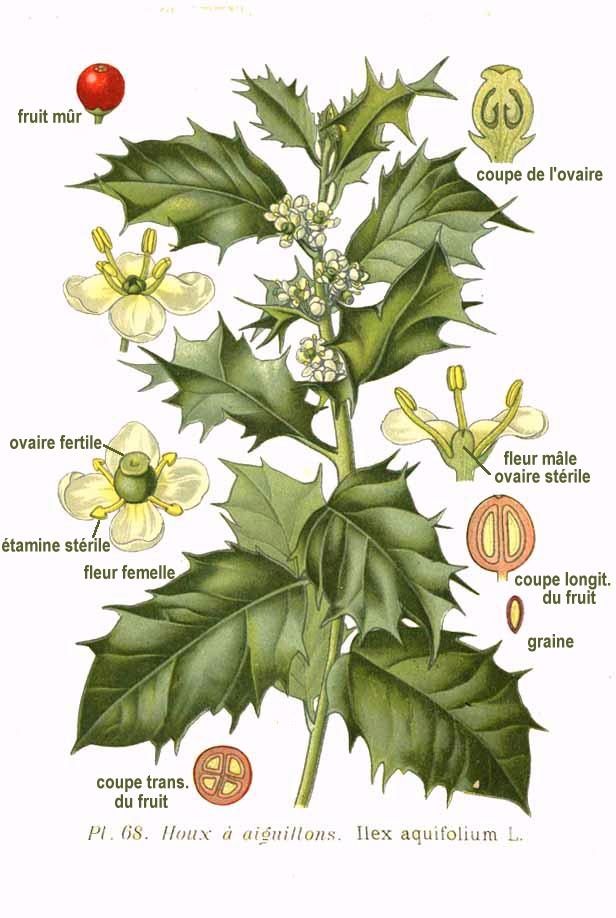
Падуб звичайний. Ботанічна ілюстрація з Атласу рослин Франції (фр. Atlas des plantes de France), 1891
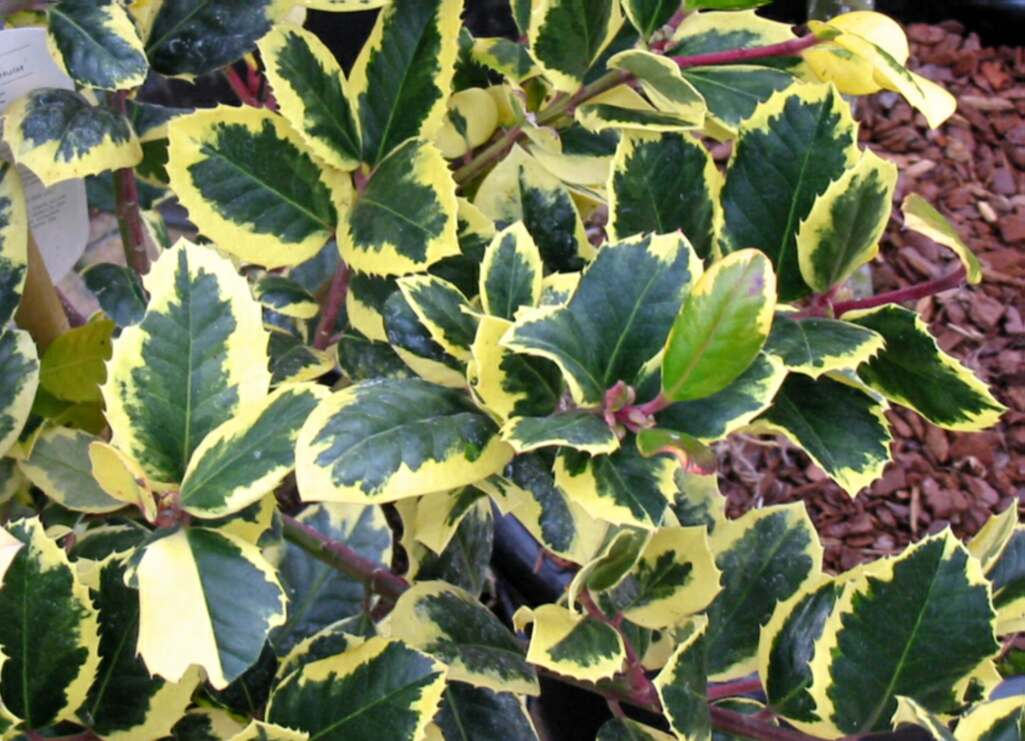
Декоративний сорт Ilex × altaclarensis 'Golden King' («Золотий Король»)
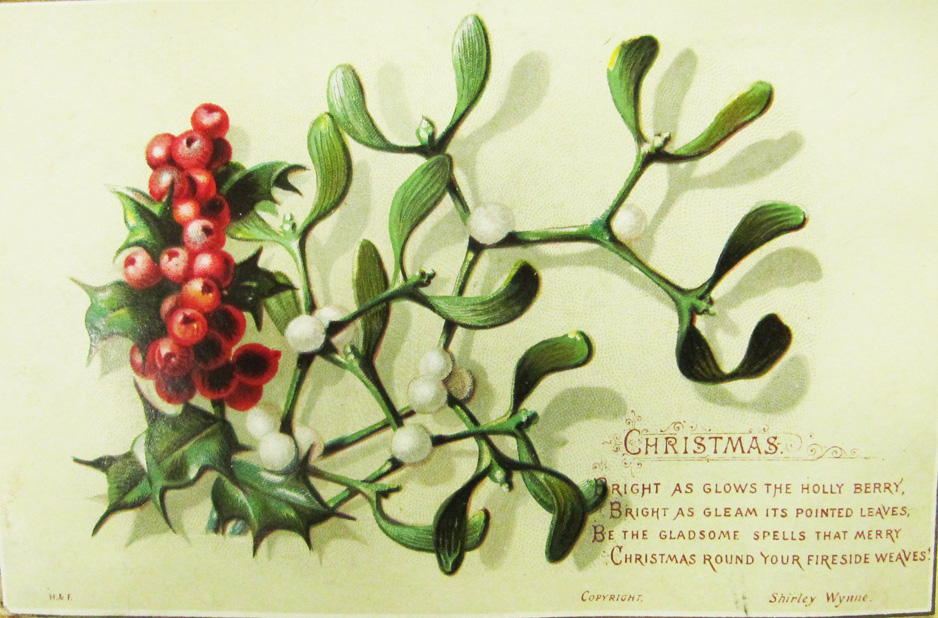
Традиційна різдвяна листівка з зображенням падуба й омели
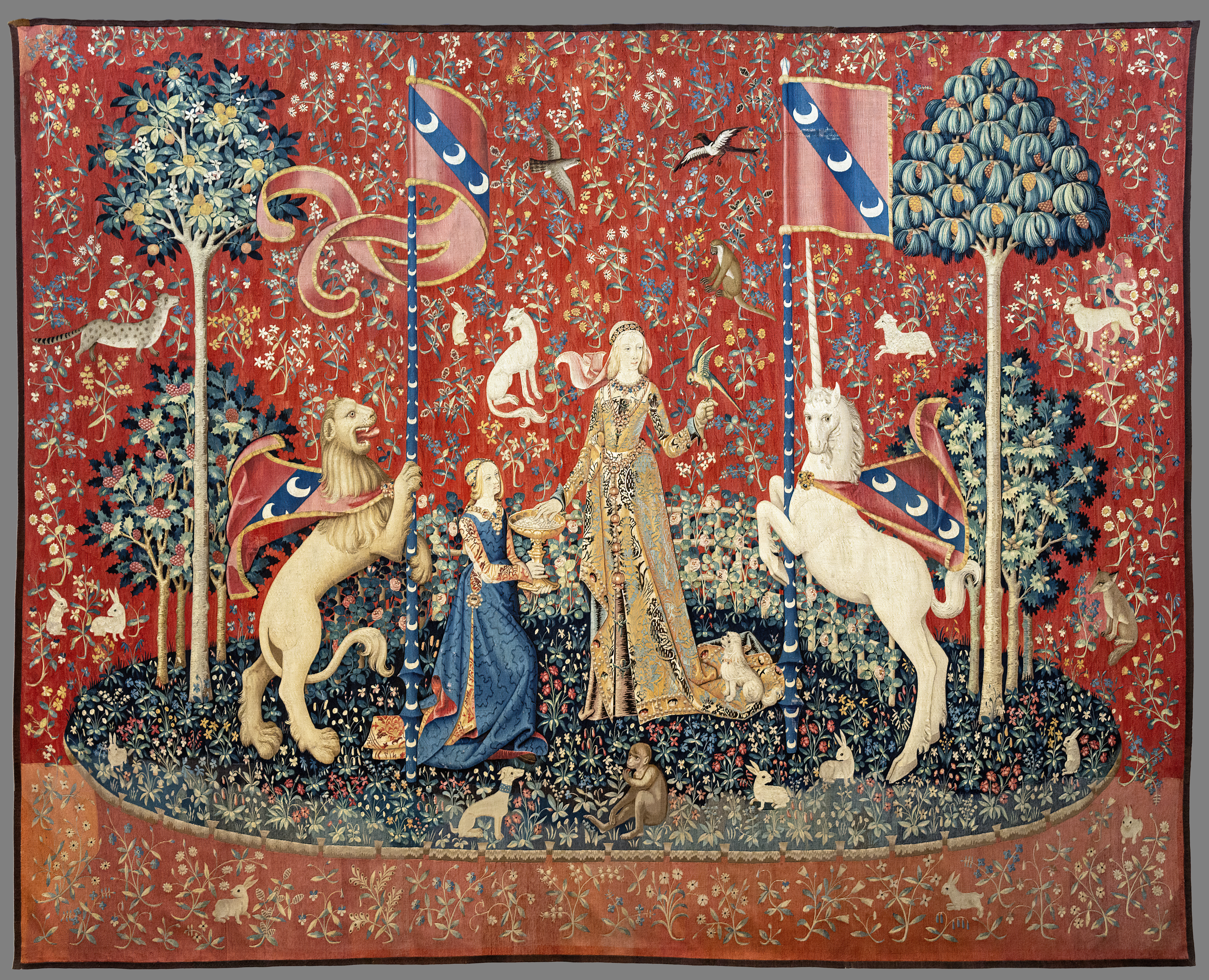
Гобелен «Дама з єдинорогом»
Герб План-д'Опс-Сент-Бом
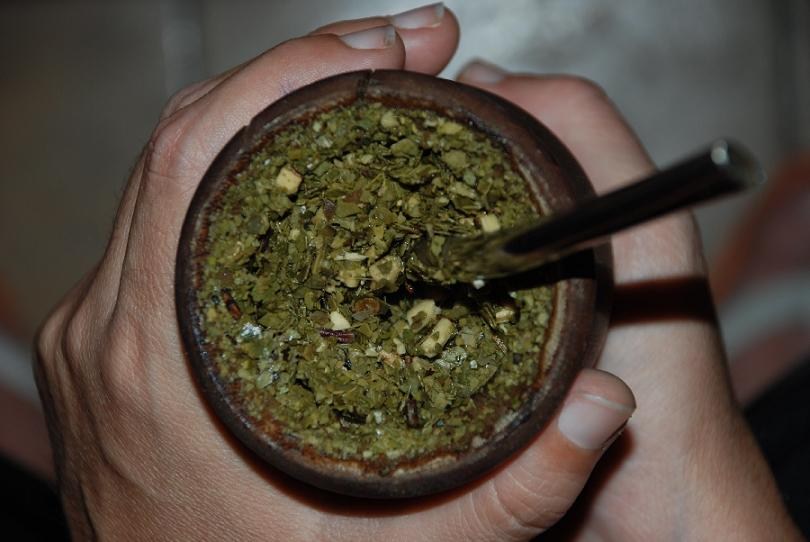
Чай-мате виготовлений з Ilex paraguariensis